# Ooencyrtus dictyoplocae
Ooencyrtus dictyoplocae är en stekelart som beskrevs av Sharkov 1995. Ooencyrtus dictyoplocae ingår i släktet Ooencyrtus och familjen sköldlussteklar. Inga underarter finns listade i Catalogue of Life.